# Бейли (Айова)
Бейли — бывшая община в тауншипе Уэйн, округ Митчелл, штат Айова, США. Основанная в 1886 году как остановка по требованию, она некоторое время называлась Уопси. Община располагалась к северу от реки Уопсипиникон.
Пик численности населения города Бейли пришёлся на начало 1900-х годов. Бейли был инкорпорированным городом с 1901 по 1928 год, но жители проголосовали за отмену этого статуса. После закрытия муниципального управления, почты, железнодорожного вокзала, школ и предприятий Бейли по-прежнему фигурирует на картах округа Митчелл, но сегодня на этой территории обозначено лишь несколько ферм. На восточной окраине Бейли проходит природная тропа общего пользования.

## История

### 1800-е годы

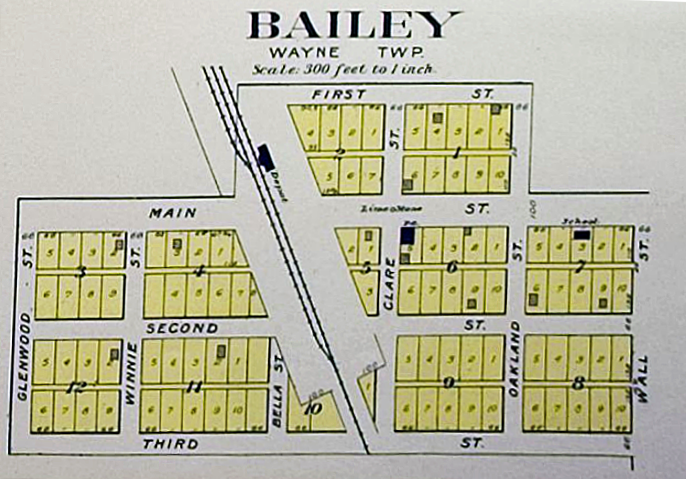
На плане Бейли была показана сетка запланированных дорог.

Первым белым жителем 23-го участка тауншипа Уэйн был Джон Бейли, который поселился там летом 1855 года и жил там до своей смерти в 1882 году. В 1856 году прибыло ещё несколько поселенцев; они обосновались на территории, которая впоследствии стала называться Бейли. Среди них были Эд Проктор, Айзек Картер, Моссес Пейдж и Лерой Фут, который открыл первый магазин в тауншипе, в грубой хижине без пола, в Секции 21; в магазине продавался «небольшой запас бакалеи, табака и виски». Этот магазин просуществовал всего несколько месяцев, после чего был перемещён из района Бейли в южную часть тауншипа Уэйн.

## География
Бейли располагался в северной части округа Митчелл вдоль Чикагской Великой Западной железной дороги, в тауншипе Уэйн.